# Velneo Application Transfer Protocol
El protocolo de comunicaciones de Velneo o VATP (del inglés Velneo Application Transfer Protocol) es un protocolo de la capa de aplicación que permite el intercambio de información entre los componentes de la plataforma Velneo. 
El servicio VATP es ofrecido por la capa de aplicación del modelo de capas de red TCP/IP, utilizando normalmente el puerto de red 690 registrado en Internet Assigned Numbers Authority (IANA). 